# Городская усадьба А. И. Зимина
Городская усадьба А. И. Зимина — усадьба в Москве по адресу Гончарная улица, дом 34/11. Объект культурного наследия регионального значения.

## История
Владельцем дома был потомственный почетный гражданин Александр Иванович Зимин, сын Ивана Никитича Зимина, который являлся основателем крупнейшего в России акционерного общества «Товарищество Зуевской мануфактуры И. Н. Зимина». Александр Иванович заказал строительство особняка в 1911 году архитектору В. Д. Адамовичу, с которым был давно знаком — зодчий ранее выполнял проекты для фабрики его отца. Строительство велось в 1912—1914 годах.
Двухэтажный дом выполнен в стиле неоклассицизма. Выходящий на Гончарную улицу фасад симметричен, в центральной его части выполнен чуть выдающийся вперед ризалит с тремя окнами арочной формы. Венчает ризалит треугольный аттик, в котором выполнено круглое слуховое окно. Боковой фасад асимметричен, на нём также имеется ризалит, выделяющий вход. Расположенное в выступе высокое окно выходит на парадную лестницу дома. Над частью окон первого этажа выполнены замковые камни. Стены дома гладкие, украшены лепными гирляндами, вазами, медальонами, похожими на декор строившихся после пожара 1812 года ампирных домов (лепнина фасада частично утрачена). В 1910-х годах подобные лепные детали вновь приобрели популярность и часто применялись в оформлении неоклассических домов. Позади дома имелся двор с фруктовым садом и служебными постройками, в число которых входил гараж. Зимин был владельцем автомобиля «Бенц» мощностью 16 лошадиных сил. Отделка интерьеров дома не сохранилась.

## Галерея

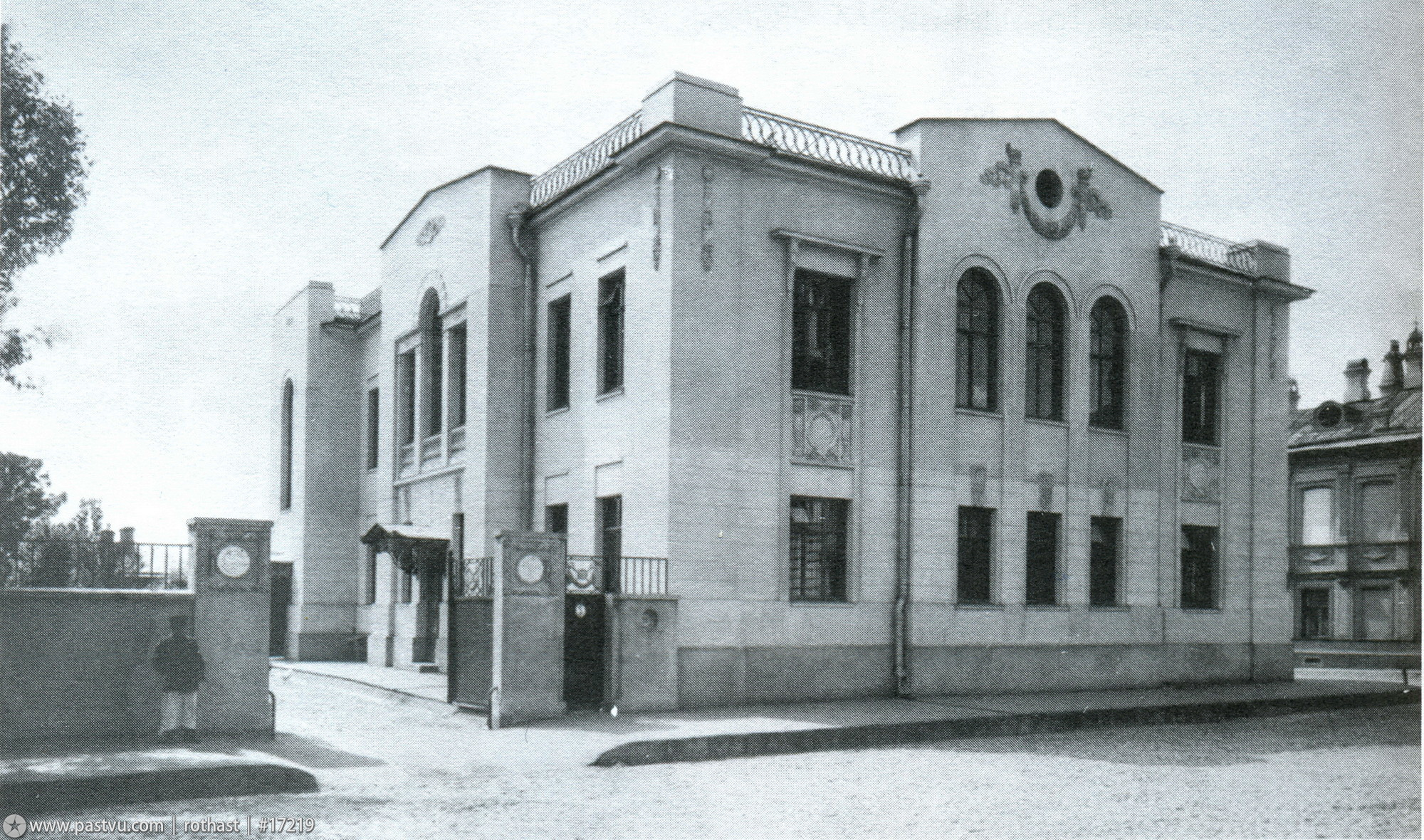
Особняк в начале XX века, хорошо видны утраченные элементы декора и вход со двора
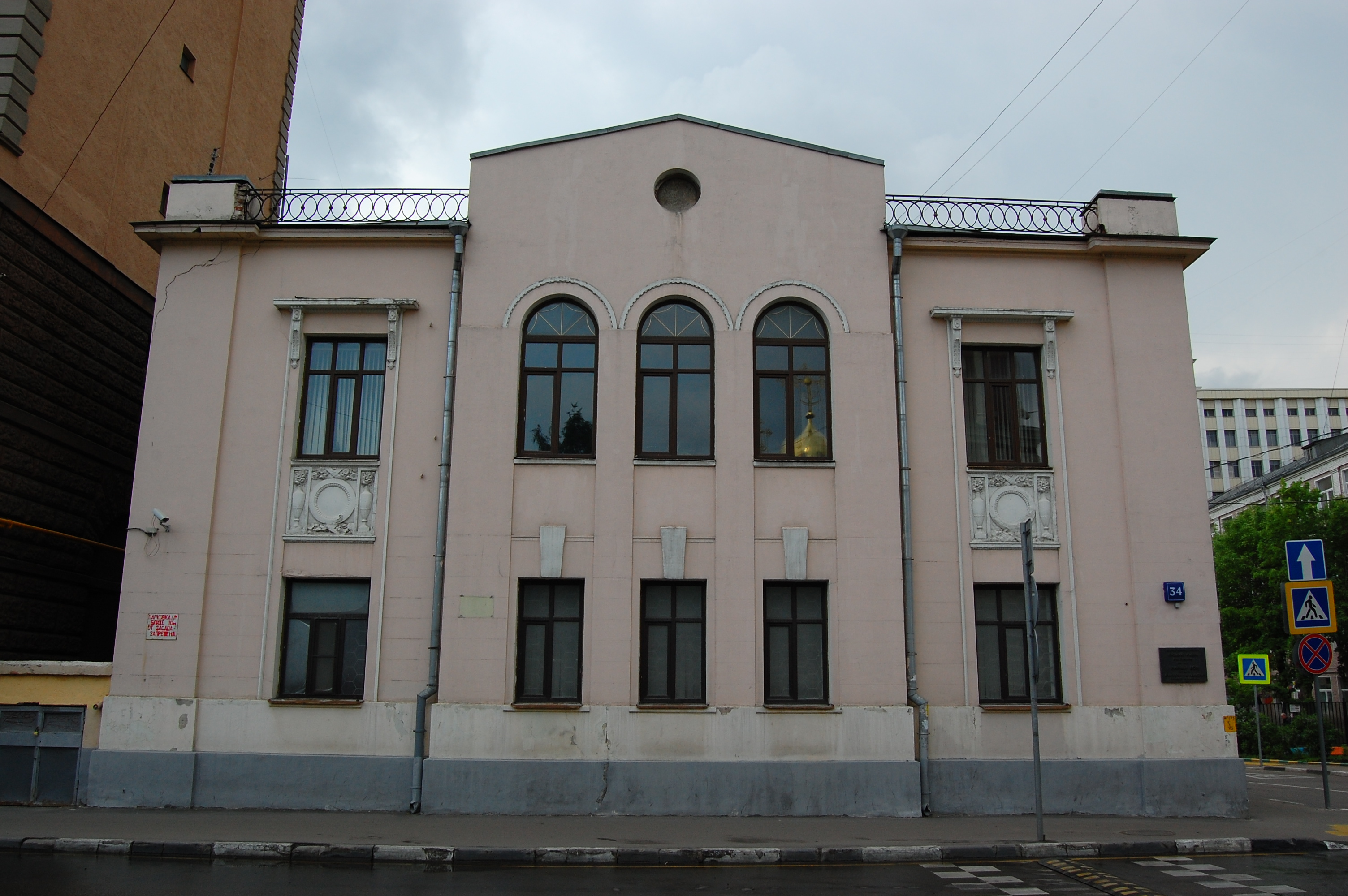
Главный фасад
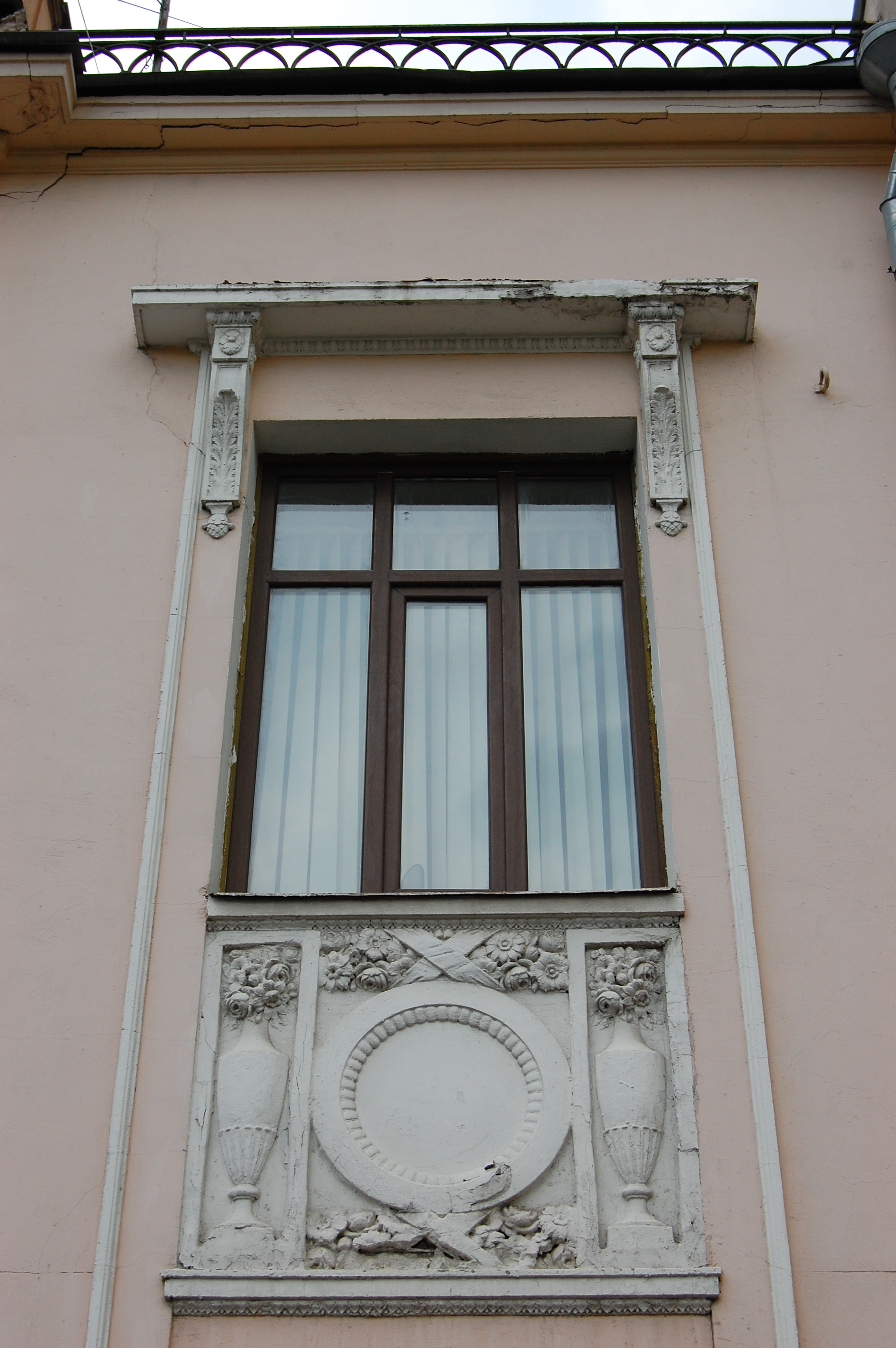
Декор окна
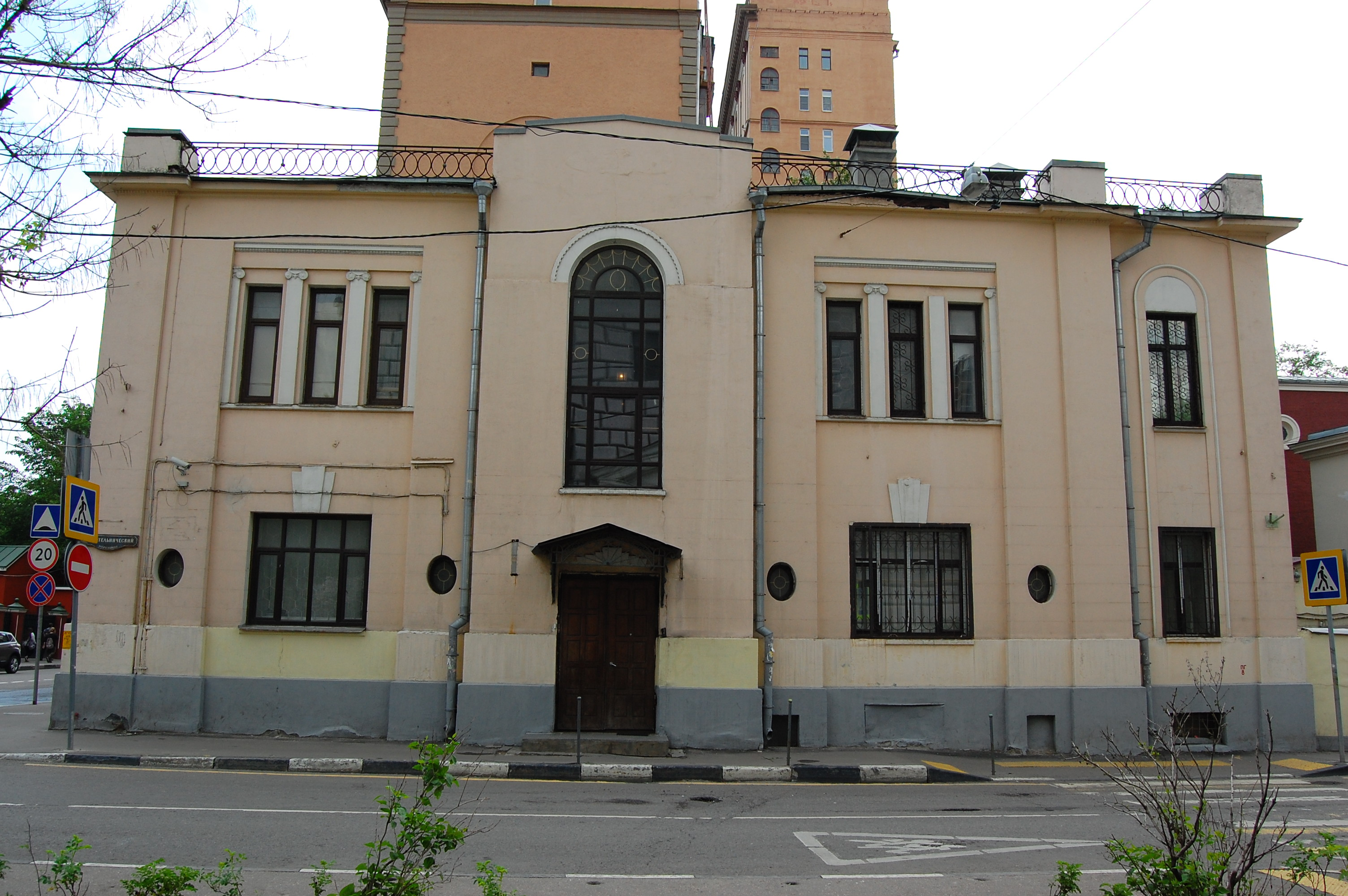
Боковой фасад
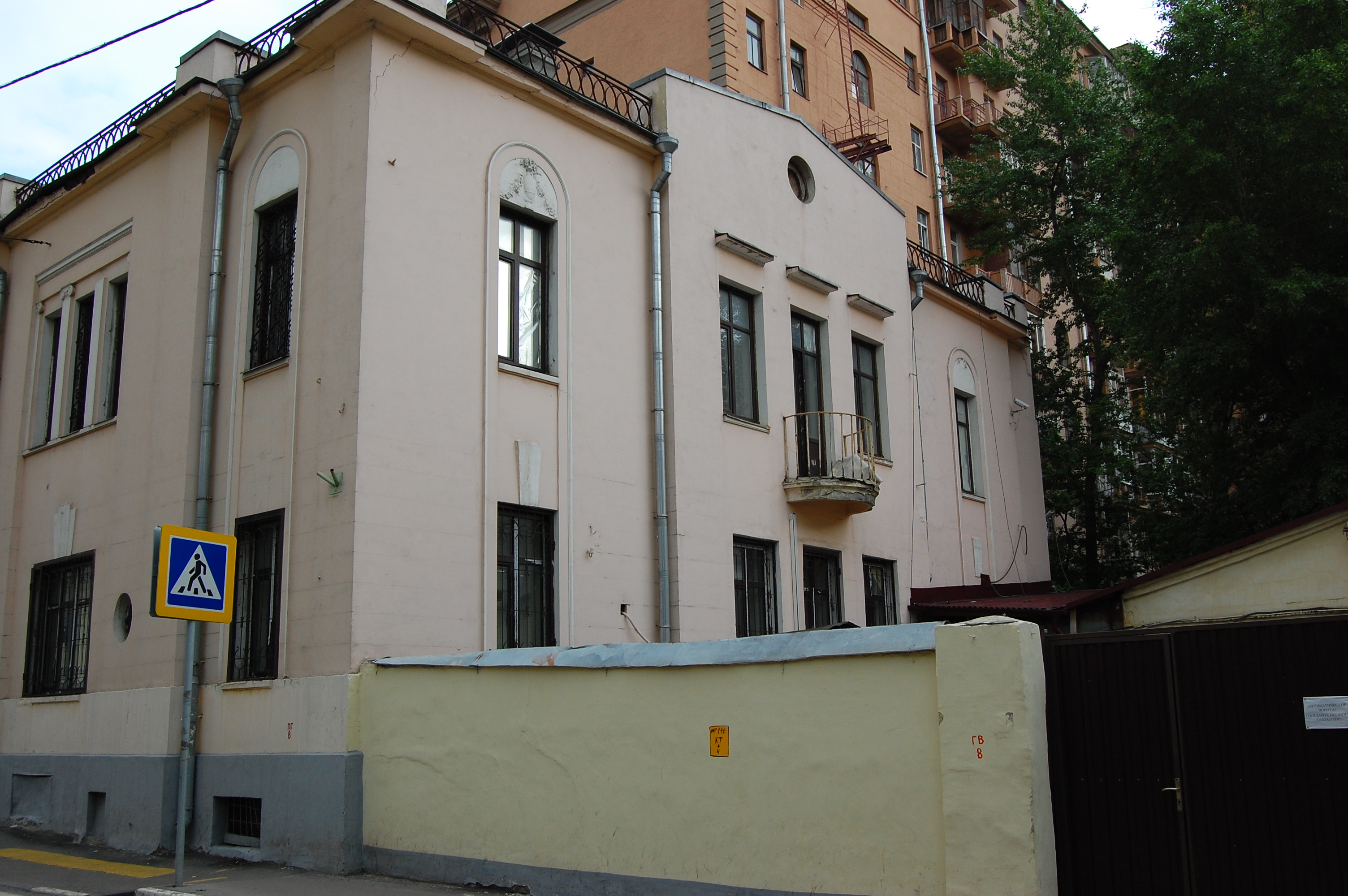
Фасад со стороны двора
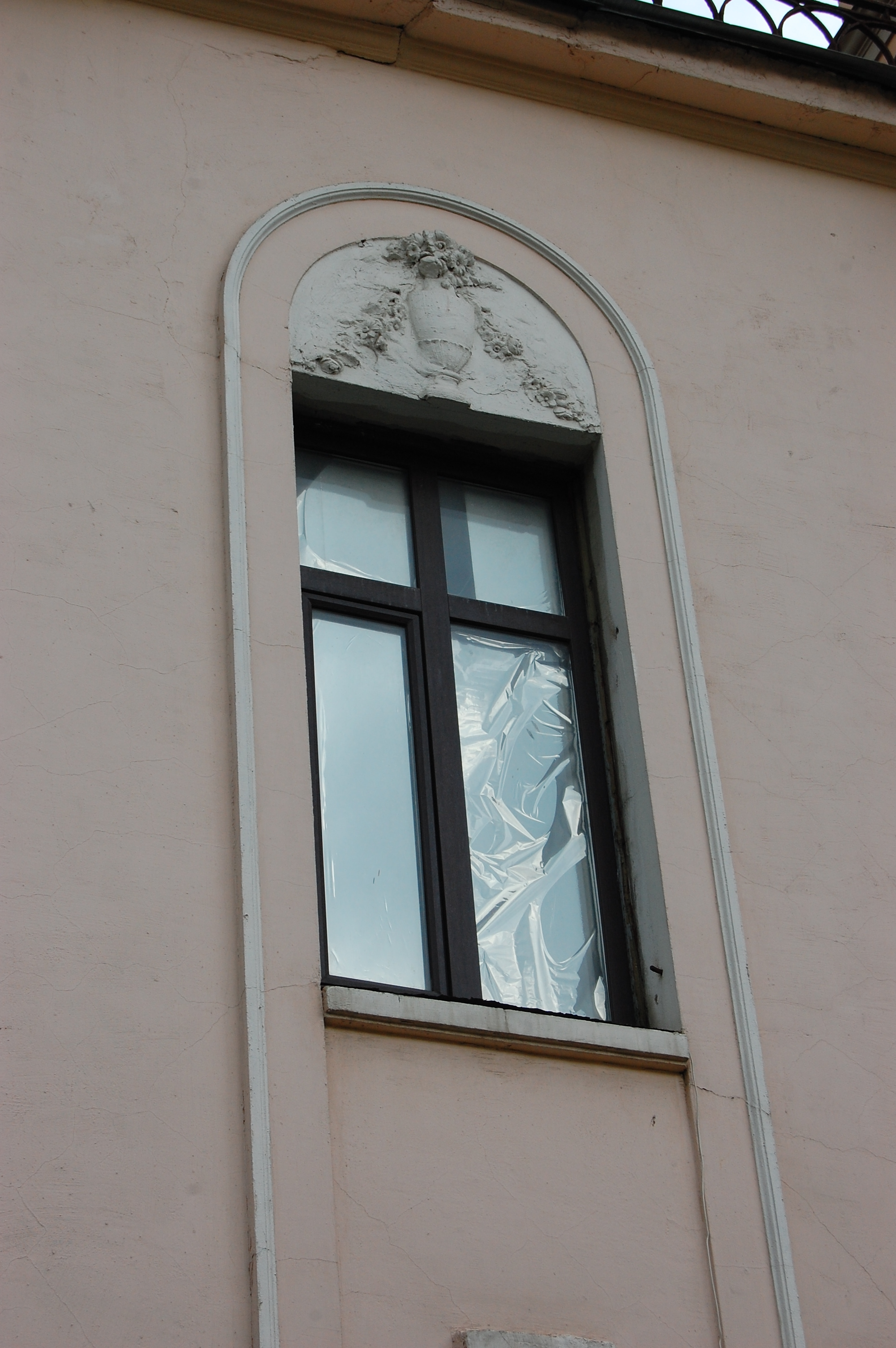
Над одним из окон сохранилась лепная ваза